# Swing Vote - Un uomo da 300 milioni di voti
Swing Vote - Un uomo da 300 milioni di voti è un film del 2008 diretto da Joshua Michael Stern e riguardante delle ipotetiche elezioni presidenziali statunitensi nelle quali la designazione del candidato vincitore viene determinata dal voto di un solo uomo. Il protagonista è interpretato da Kevin Costner.
Il film è stato distribuito a partire dal 1º agosto 2008.

## Trama
Earnest Johnson detto "Bud" è un uomo senza particolari doti intellettuali, che fatica a prendersi adeguata cura della figlia e a mantenere una posizione sociale lontana dalla povertà. Al contrario la figlia - Molly - è una bambina diligente, si prende cura di lui, e cerca di farlo diventare un uomo migliore. Molly lo sprona a dare il suo voto per le imminenti elezioni del Presidente degli Stati Uniti, ma lui alla fine se ne dimentica fino a quando è troppo tardi, mentre Molly l'aspetta davanti ai seggi elettorali. Molly cerca allora di votare lei per il padre di nascosto, ma mentre sta votando una donna delle pulizie stacca la spina della macchina elettorale per sbaglio, creando un errore nei sistemi di conteggio. Per tutta una serie di circostanze, accade che nella sezione in cui Molly ha votato di nascosto al posto di suo padre l'esito del voto sia in bilico, e che a sua volta tale sezione sia determinante nel decretare il nuovo Presidente degli Stati Uniti; si contano quindi i voti fino a scoprire che esiste il "voto interrotto" di Bud (di Molly, in realtà), che però a quel punto deve essere necessariamente ripresentato, diventando così il singolo voto in grado di decidere il futuro degli Stati Uniti d'America tramite la designazione del nuovo Presidente. Da quel momento in poi, i due candidati alla presidenza cercano di avvicinare a loro Bud, che viene subito allettato dalle tante attenzioni ricevute. Bud trascorre così sempre meno tempo con sua figlia, che nel frattempo si è pentita di aver votato al posto di Bud, cosa che è diventata ormai molto importante mantenere segreta. Molly allora scappa di casa per tentare di raggiungere la madre, che non vede da anni per scelta della stessa, e ne riceve una fredda accoglienza; Bud si rende così conto d'aver trascurato ciò di cui si è invece sempre premurato di proteggere più di tutto, e cioè la felicità di Molly. Come preludio alla ripresentazione del suo voto, Bud tiene infine un dibattito con i due candidati presidenti nel quale esprime le sue idee e legge le lettere di persone che gli avevano chiesto aiuto, potendo lui decidere con il suo solo voto il futuro del paese.

## Produzione
Le riprese di Swing Vote sono avvenute principalmente in Albuquerque e Belen, Nuovo Messico. Sebbene non venga intesa come una dichiarazione politica sulle elezioni presidenziali del 2008, quando Kevin Costner si ritrovò a non poter ottenere il finanziamento che voleva per il film, lo finanziò lui stesso.
Joshua Michael Stern, che ha diretto e contribuito a scrivere la sceneggiatura con Jason Richman, aveva già occupazioni prese precedentemente da seguire. La premessa del film è simile ad un racconto di Isaac Asimov, Franchise, nel quale sono trascorse le elezioni fino a quando l'intera decisione ricade su un uomo scelto da Multivac. La premessa che si ritrova nel film del 1939 di Garson Kanin: The Great Man Votes risulta inoltre molto simile a Swing vote.